# Parochie Heilige Drie-eenheid (Nijmegen)
De Heilige Drie-eenheid is een rooms-katholieke parochie in de Nederlandse plaatsen Nijmegen, Berg en Dal, Heilig Landstichting en Malden. 

## Achtergrond
De huidige parochie is op 1 juni 2012 voortgekomen uit de fusie van de volgende parochies: Emmaüs, de Pastorale Eenheid Heilige Drie-eenheid en De Verrijzenis. In 2015 en 2016 zijn ook de parochies H.H. Johannes en Jacobus in Nijmegen en de H. Antonius Abt in Malden onderdeel geworden van de nieuwe parochie.
De parochie heeft beschikking over zeven kerkgebouwen en één Lourdesgrot. Direct naast deze grot en de gelijknamige kerk ligt sinds 2018 een moestuin die tevens is ingericht als ontmoetingsplaats. Verder herbergt ze een groot devotiepark, een retraitehuis in de bossen rondom Heilig Landstichting, een klooster van de dominicanessen van de Heilige Familie en het Klooster Brakkenstein, dat het moederhuis is van de Congregatie van het Allerheiligst Sacrament in Nederland. De Sacramentskerk is onderdeel van het laatstgenoemde kloostercomplex.
De parochie Heilige Drie-eenheid is één van de twee grote fusieparochies binnen de grenzen van de gemeente Nijmegen. De andere parochie is gewijd aan de heilige Stefanus.
De studentenkerk op de campus van de Radboud Universiteit is de hoofdkerk en overigens ook het enige kerkgebouw van de parochie van de Heilige Geest. Deze parochie is met name bedoeld voor studenten en medewerkers van de RU en de HAN University of Applied Sciences (voorheen Hogeschool Arnhem Nijmegen (HAN)).

## Overzicht kerkgebouwen
- Cenakelkerk, Heilig Landstichting
- Groenestraatkerk, in de Nijmeegse wijk Hazenkamp
- Kruispuntkerk, in de Nijmeegse wijk Hatert
- Onze Lieve Vrouw van Lourdeskerk met Lourdesgrot, in de Nijmeegse wijk Sint Anna
- Ontmoetingskerk, in het Nijmeegse stadsdeel Dukenburg
- H. Antonius Abtkerk, Malden
- Sacramentskerk, in de Nijmeegse wijk Brakkenstein

## Kloosters
- Diana d’Andolo klooster van de zusters dominicanessen van de Heilige Familie, in de voormalige pastorie naast de Lourdeskerk
- Klooster Brakkenstein, moederhuis van Congregatie van het Allerheiligst Sacrament in Nederland

## Afbeeldingen

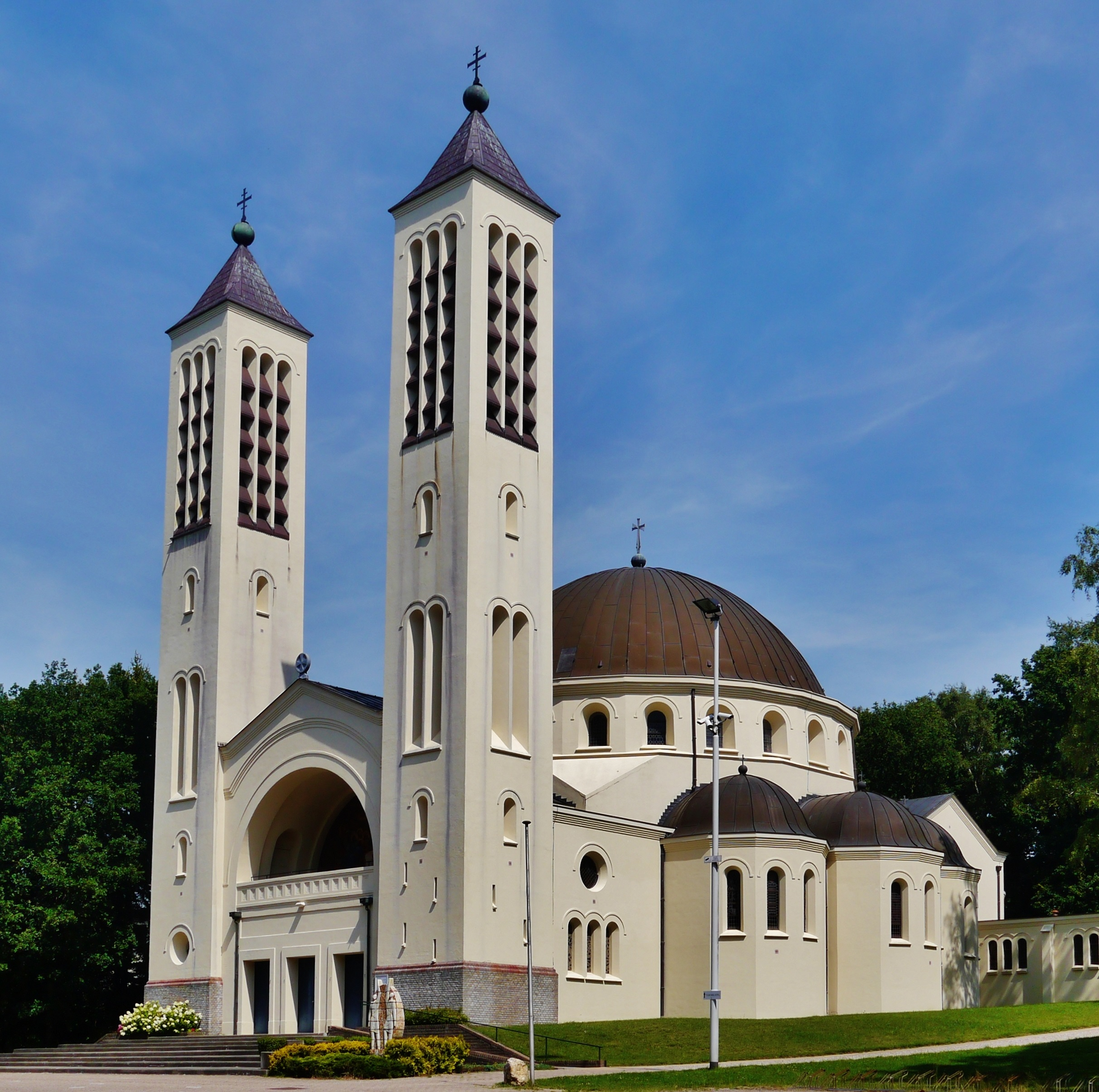
Cenakelkerk
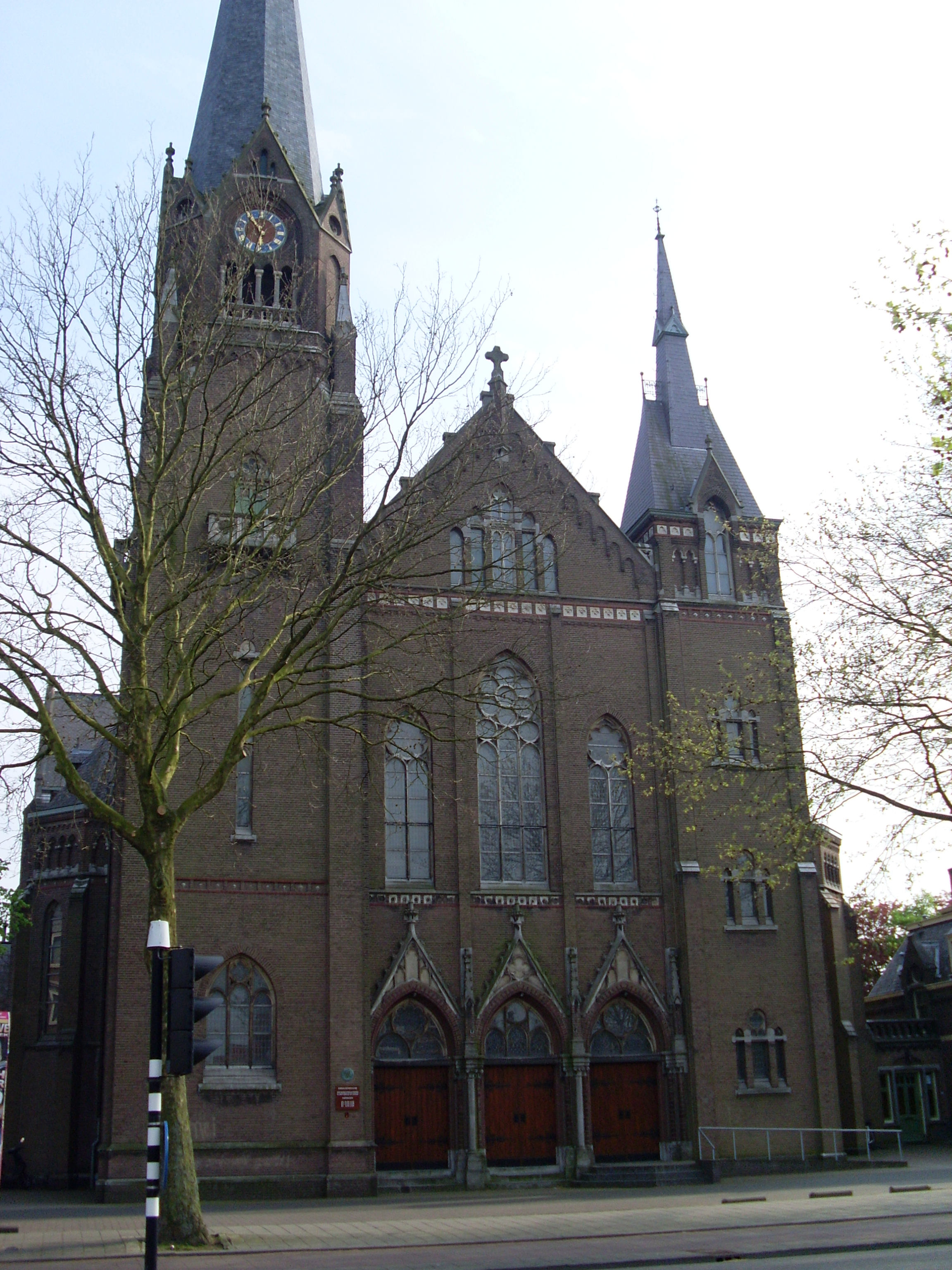
Groenestraatkerk
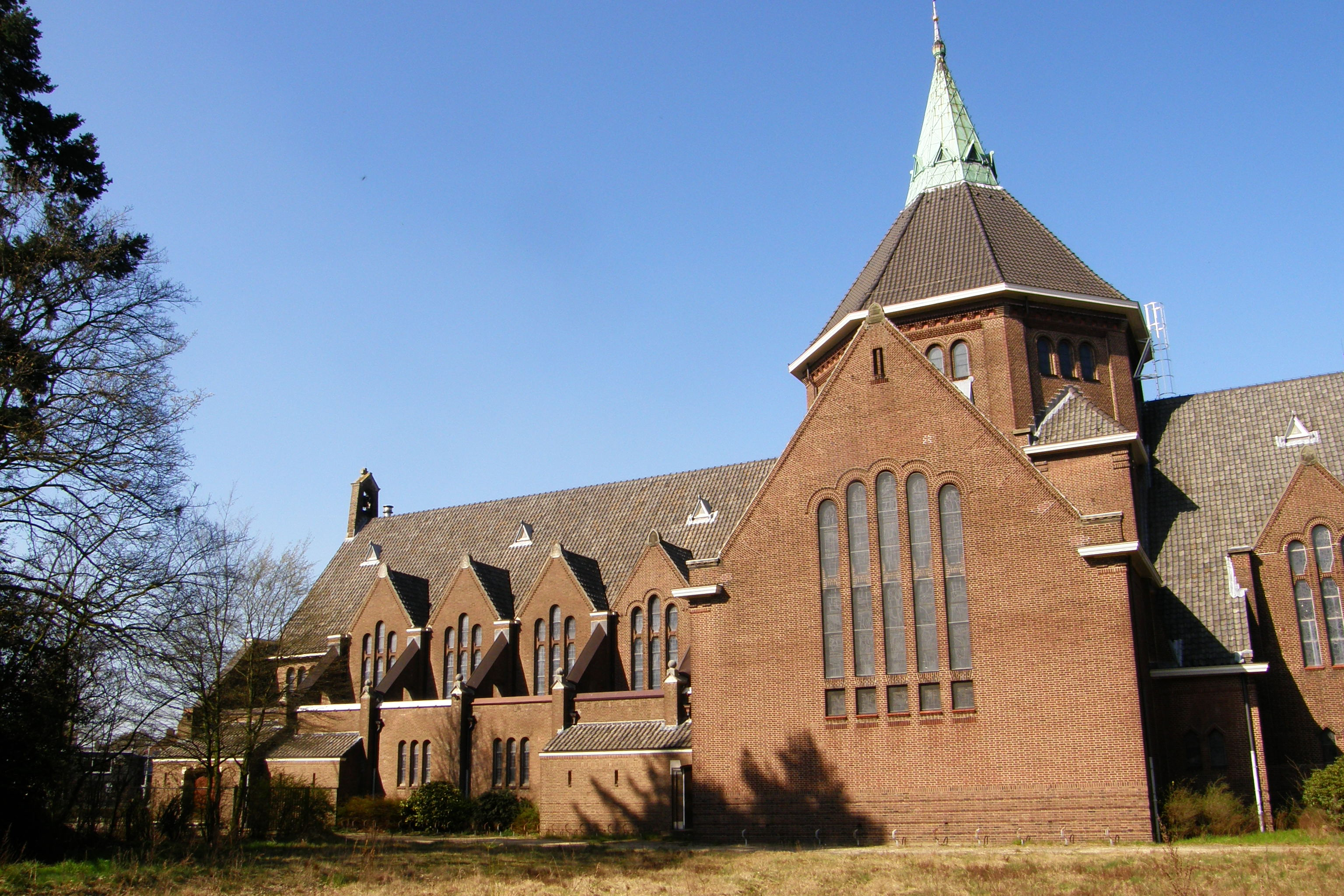
Lourdeskerk
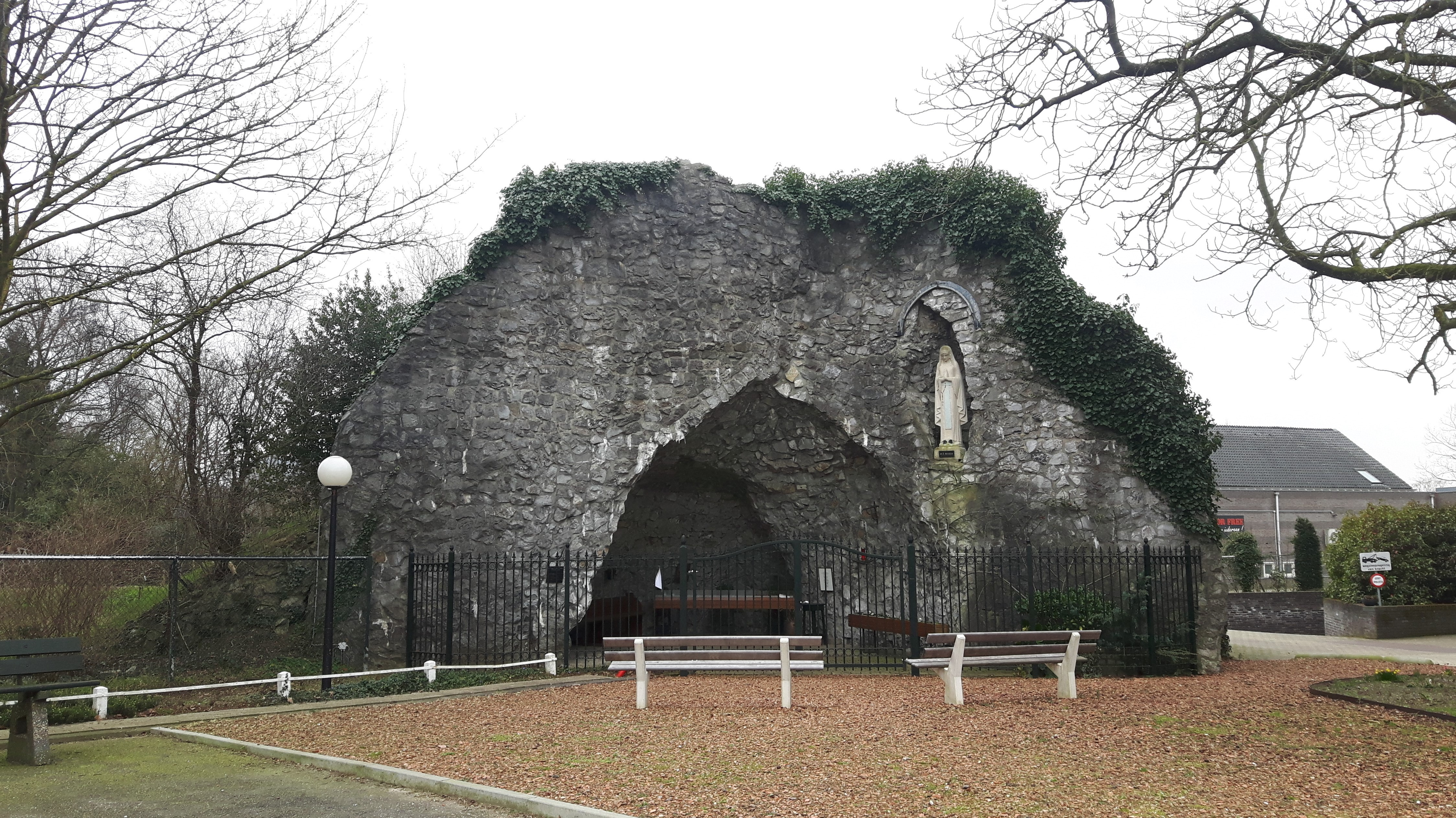
Lourdesgrot
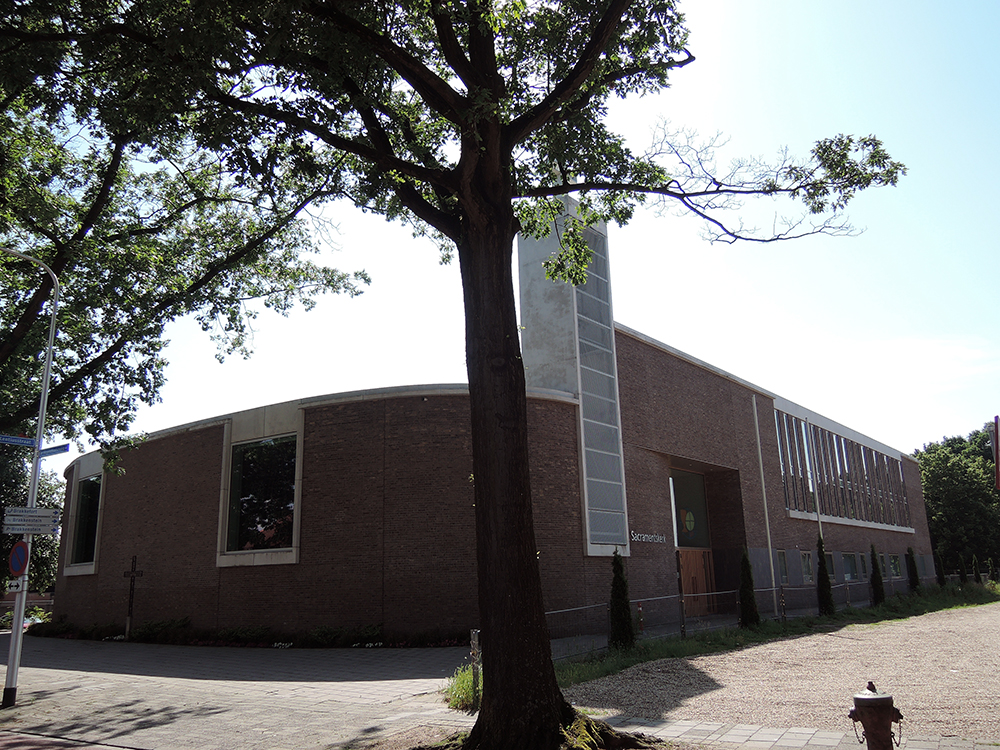
Sacramentskerk
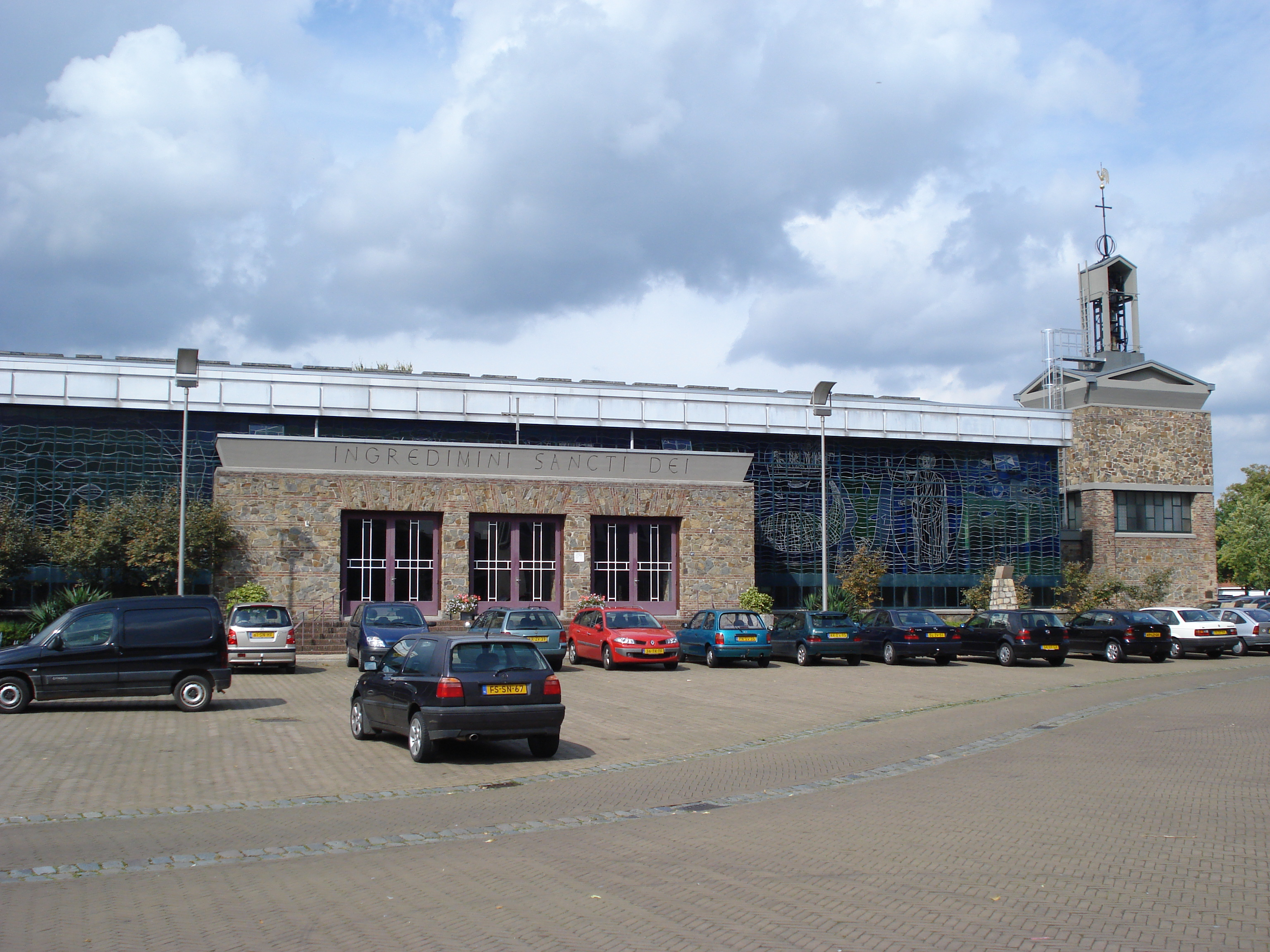
H. Antonius Abtkerk
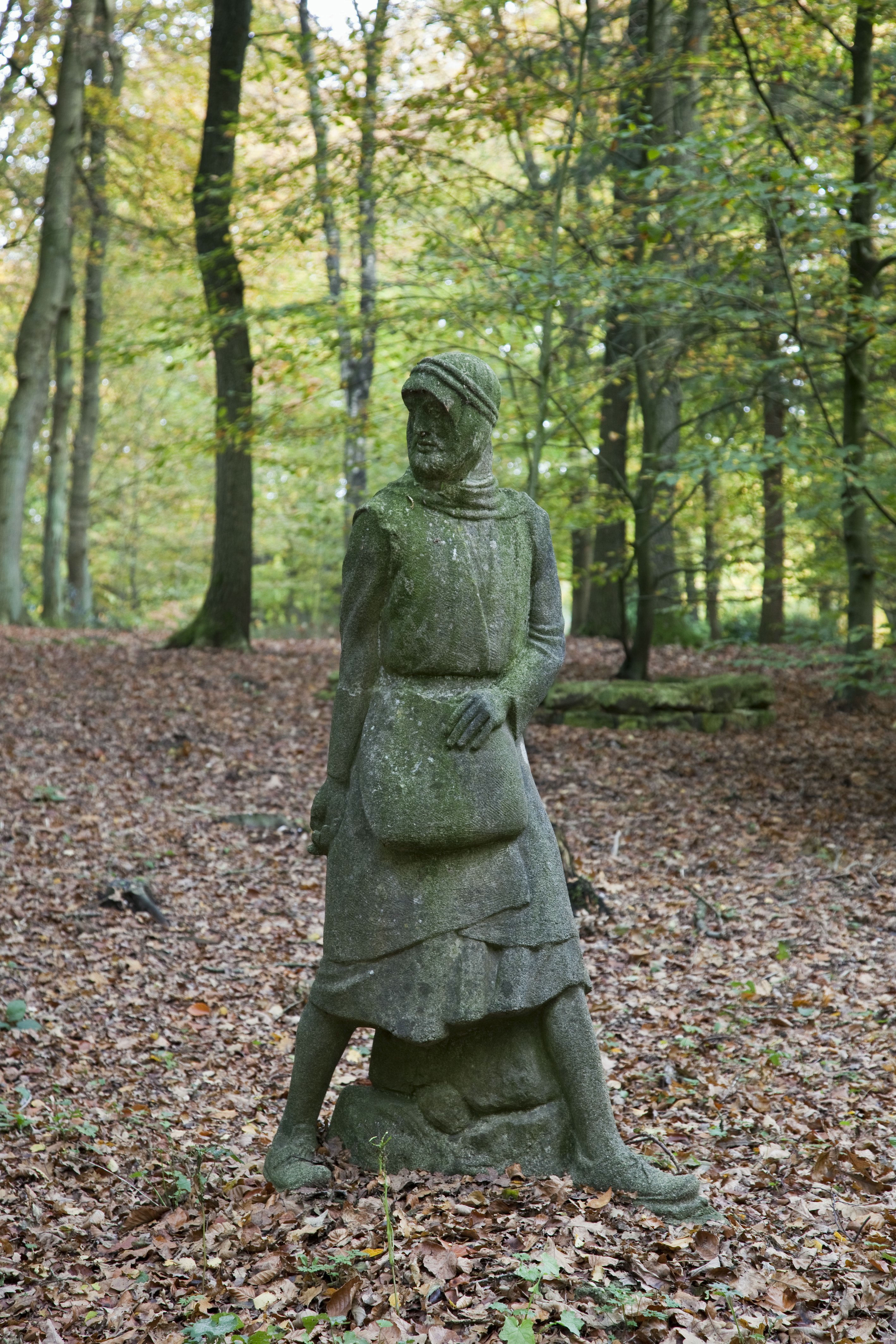
Religieuze kunst in het begraafpark van Hl. Landstichting